# Soufiane Elasbi
Soufiane Elasbi, född 23 oktober 1999, är en marockansk taekwondoutövare. 

## Karriär
I maj 2019 tävlade Elasbi i 74 kg-klassen vid VM i Manchester, där han blev utslagen i sextondelsfinalen av serbiske Damir Fejzić. I juli 2019 tog han brons i 74 kg-klassen vid sommaruniversiaden i Neapel. Följande månad tog Elasbi även brons i 74 kg-klassen vid afrikanska spelen i Rabat.
I juni 2021 tog Elasbi brons i 87 kg-klassen vid afrikanska mästerskapen i Dakar. I juli 2022 tog han även brons i 87 kg-klassen vid afrikanska mästerskapen i Kigali. I november 2022 tävlade Elasbi i 87 kg-klassen vid VM i Guadalajara, där han blev utslagen i sextondelsfinalen av makedonske Filip Dodevski.
I maj 2023 tävlade Elasbi i 87 kg-klassen vid VM i Baku, där han blev utslagen i sextondelsfinalen av sydkoreanske Kang Sang-hyun. I november 2023 tog Elasbi guld i 87 kg-klassen vid afrikanska mästerskapen i Abidjan efter att ha besegrat egyptiske Ahmad Rawy i finalen.
I februari 2024 vid den afrikanska OS-kvalturneringen i Dakar förlorade Elasbi i 80 kg-klassen mot burkinske Faysal Sawadogo och kvalificerade inte sig till OS. Följande månad tog han brons i 87 kg-klassen vid afrikanska spelen i Accra. Elasbi var även en del av Marockos lag som tog guld i den mixade lagtävlingen.